# Deposizione di Gesù

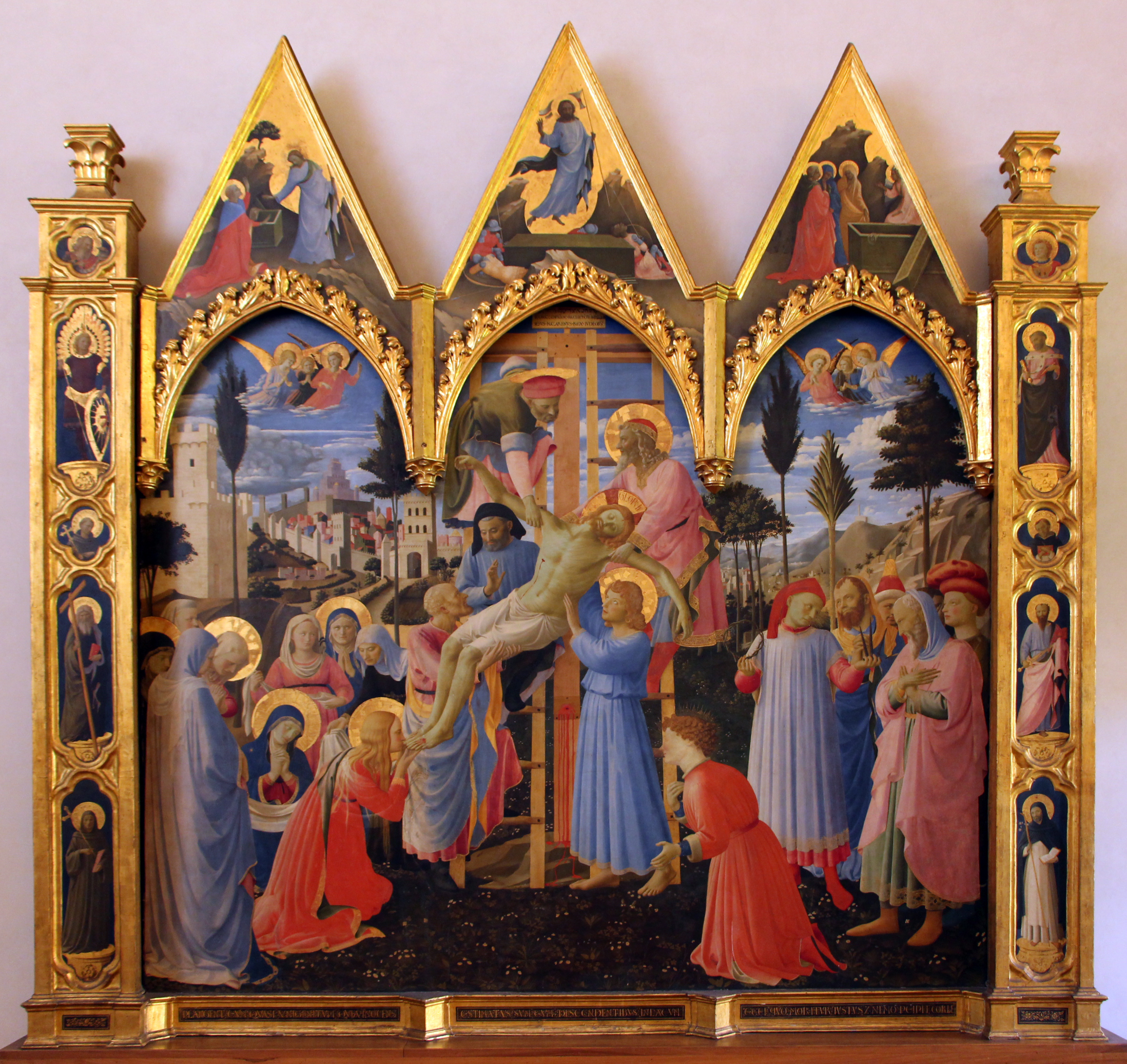
Deposizione, Beato Angelico (1432-1434)

La deposizione di Gesù o discesa dalla croce (in greco Ἀποκαθήλωσις?, Apokathelosis) è il penultimo episodio della passione di Gesù, dopo la sua morte e prima della sua sepoltura (quest'ultima con cui non è da confondere). L'episodio, narrato nei vangeli, narra di Giuseppe di Arimatea e di Nicodemo impegnati nello staccare Cristo dalla croce (Giovanni 19,38-42). Nell'arte bizantina il tema divenne popolare dal IX secolo e si diffuse poi in occidente a partire dal X secolo. La discesa dalla croce è la XIII stazione della Via Crucis.
Altre figure non menzionate nei vangeli sono spesso incluse nella raffigurazione della deposizione di Gesù dalla croce come ad esempio San Giovanni evangelista che talvolta supporta Maria nello svenimento, e Maria Maddalena. I vangeli menzionano un numero indefinito di donne che assistono alla crocifissione, tra cui le Tre Marie, oltre alla Madonna e a Maria Maddalena.

## Definizione
Secondo il dizionario francese Le Robert, la deposizione dalla croce è la rappresentazione di Cristo al momento del suo distacco dalla croce, la discesa del suo corpo dalla croce. Questo passaggio segue tradizionalmente la morte di Gesù e precede la sua sepoltura.

## Nei vangeli
I testi evangelici sono concordi nel ritenere che, dopo aver reclamato il corpo a Pilato, Giuseppe di Arimatea (che si occuperà anche della sepoltura del corpo di Cristo), si incaricherà personalmente assieme a Nicodemo del distacco del corpo di Gesù dalla croce, con l'assistenza di altri personaggi raffigurati artisticamente ma non citati nel testo del Vangelo. Per quanto solo il testo evangelico di San Luca (23,53–56) parli direttamente di questo fatto, le raffigurazioni artistiche hanno sempre presentato la discesa dalla croce come attuata attraverso delle bende di lino acquistate da Giuseppe d'Arimatea (di cui alcuni vangeli parlano, ma in riferimento alla sepoltura del corpo di Gesù), tramite le quali il corpo sarebbe stato calato lentamente a terra dopo il distacco dei chiodi dalle mani e dai piedi.

## Sviluppo dell'immagine e iconografia

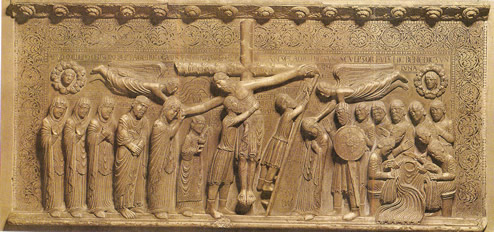
Benedetto Antelami. Deposizione dalla croce, 1178.

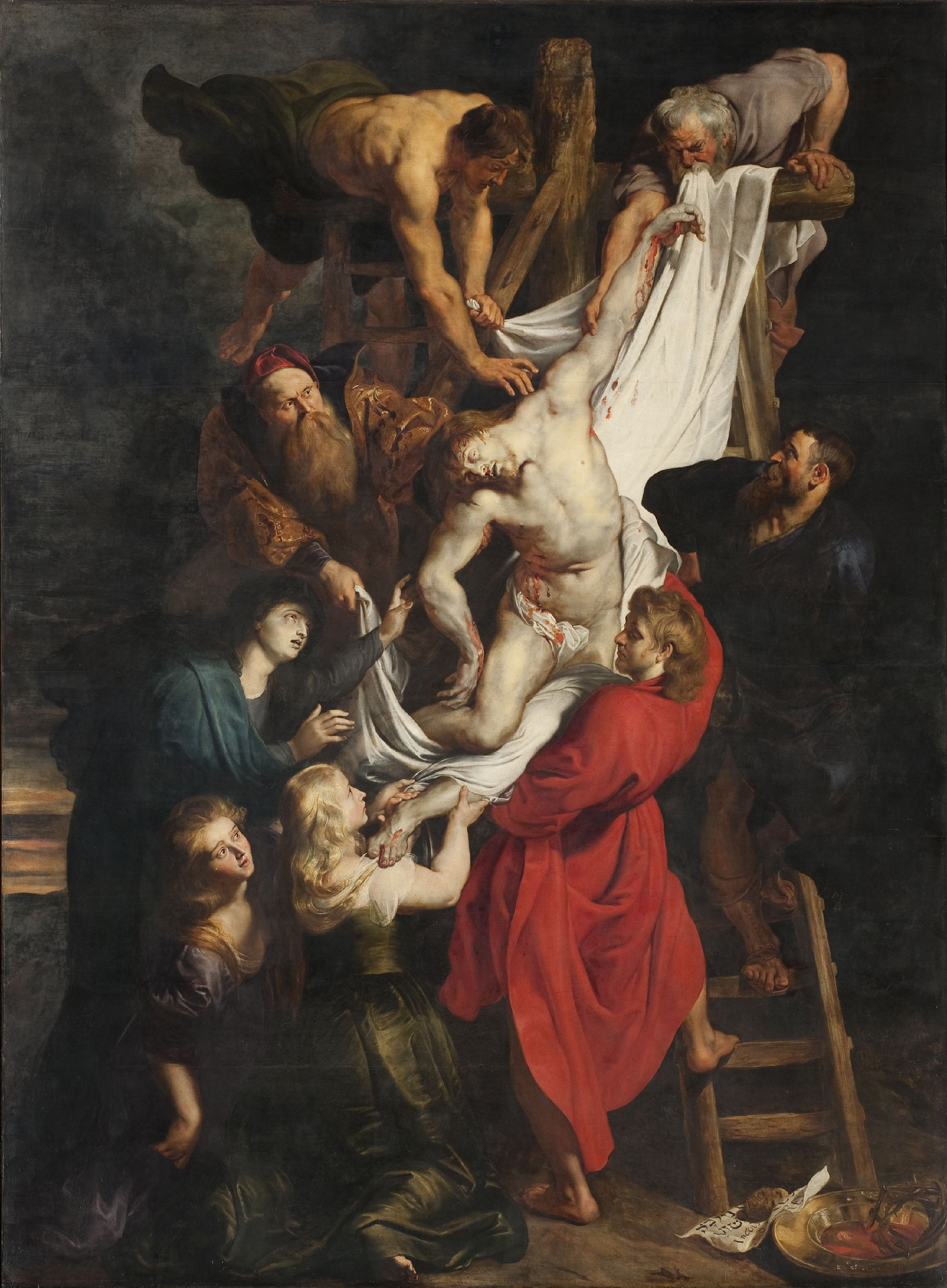
Peter Paul Rubens. Deposizione dalla croce, Duomo di Anversa, 1612–1614

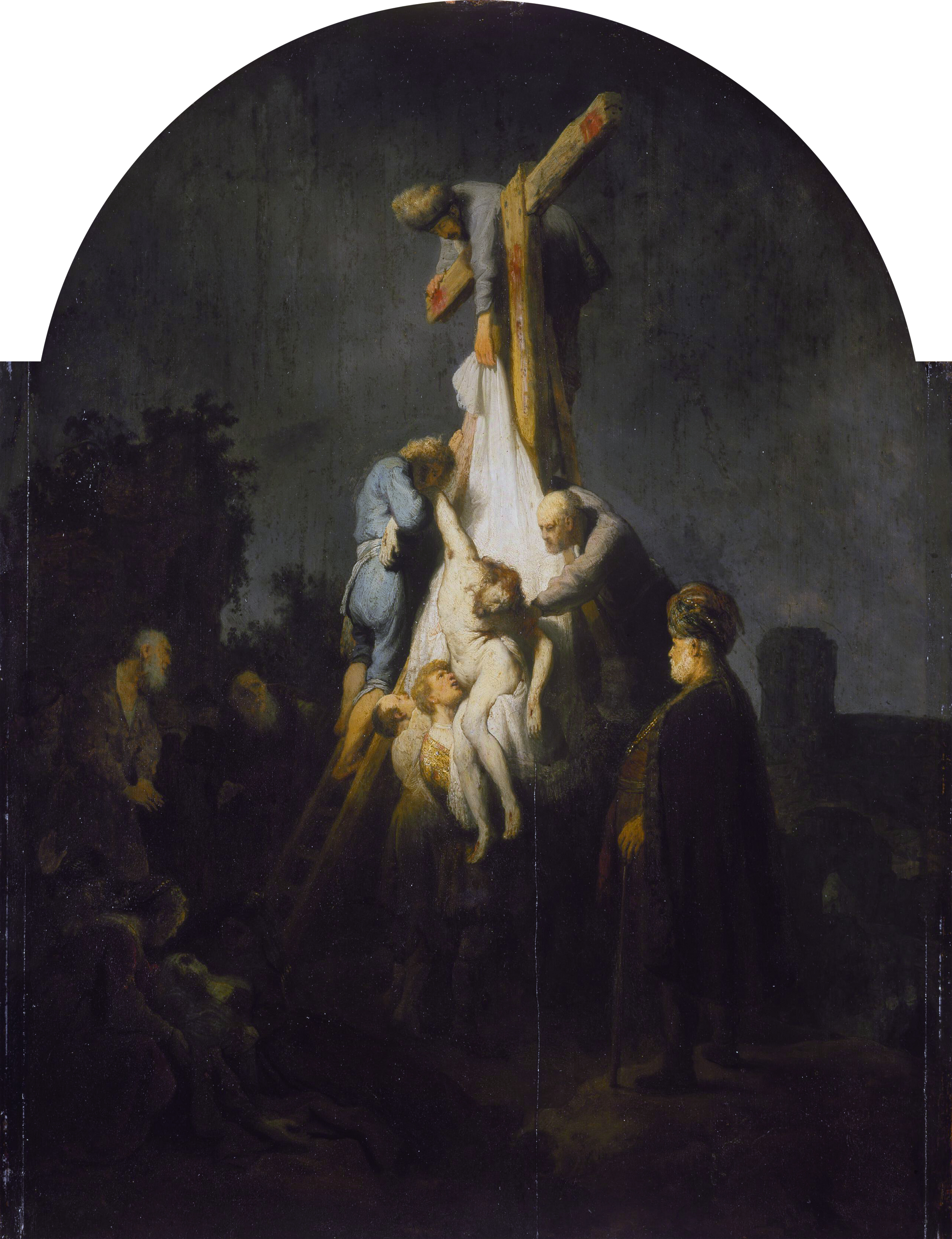
Rembrandt. Deposizione, 1633.

Sin dalle prime rappresentazioni artistiche del tema, il dettaglio e la posa della composizione ed in particolare la posizione del corpo di Cristo sono variate. La scena venne solitamente inclusa nei cicli medievali sulla vita e Passione di Cristo, tra la crocifissione e la sepoltura di Gesù. La lamentazione di Cristo o pietà è talvolta inserita come episodio tra le due. Il Trasporto del corpo mostra il corpo di Cristo che viene portato verso la tomba, mentre l'Unzione del corpo di Cristo, mostra il corpo di Gesù sulla pietra dell'unzione e queste sono altre scene collaterali prima della sepoltura nella tomba. Quest'ultima scena è particolarmente significativa nell'arte della chiesa ortodossa dove si recita l'Epitaphion.
Durante il Rinascimento, il soggetto divenne popolare come pala d'altare, in parte per la centralità del soggetto nella rivelazione poi del mistero cristologico, in parte per la verticalità della scena che ben si adattava ad essere posta su un altare. La visione manierista di Rosso Fiorentino è solitamente riportata come la più importante tra le sue opere, come pure quella del Pontormo è una delle sue opere più ambiziose. Il soggetto venne omaggiato sia da Rubens sia da Rembrandt con opere grandiose.
Per arrivare ai giorni nostri, uno dei maggiori artisti contemporanei, Piero Guccione, ha riprodotto l'iconografia classica della deposizione, in tal caso, con un omaggio al Pontormo.
L'iconografia classica della deposizione comprende il cadavere di Cristo avvolto in alcuni tessuti specifici (la sindone, fasci di lino o il perizonium a seconda dei casi), il quale offre agli artisti la possibilità di mettere in mostra le loro abilità nella rappresentazione del nudo maschile parziale (in posizioni appositamente forzate) e nei drappeggi, nonché nell'uso del colore bianco. I volti e i gesti del gruppo della scena permettono di mettere in mostra espressioni come la sofferenza. Spesso viene data anche grande importanza alla croce di Cristo e ad alcuni strumenti della Passione (detti anche arma Christi). L'ambiente ed il paesaggio circostante includono spesso la veduta di Gerusalemme e del Golgota.

## Esempi
- Deposizione dalla croce, (1178), Benedetto Antelami, cattedrale di Parma
- Deposizione di Cristo, (c. 1433), Beato Angelico, al Museo Nazionale di San Marco, Firenze.
- Deposizione dalla croce (c. 1435), Rogier van der Weyden, Museo del Prado, Madrid).
- Deposizione dalla croce, Filippino Lippi, completata nel 1506 circa, Pietro Perugino, alla Galleria dell'Accademia di Firenze.
- Deposizione dalla croce (1521), Rosso Fiorentino, alla Pinacoteca di Volterra.
- Deposizione dalla croce (1528), Pontormo, Cappella Capponi della chiesa di Santa Felicita a Firenze.
- Deposizione di Cristo (1545), Bronzino, Palazzo Vecchio, Firenze.
- Discesa dalla croce (1612–1614), Rubens, Cattedrale di Nostra Signora, Anversa
- Descent From The Cross (1995–1996), David Folley, Jesus Chapel, St. Andrew's Church, Wickford, Essex.